# Alchemilla krassovskiana
Alchemilla krassovskiana es una especie de planta del género Alchemilla, perteneciente a la familia Rosaceae.

## Taxonomía
Alchemilla krassovskiana fue descrita por Czkalov en 2014.

## Distribución
Se encuentra en el territorio del Krai de Altái, República de Altái y Kazajistán.